# Azıtepe, Alaşehir
Azıtepe là một xã thuộc huyện Alaşehir, tỉnh Manisa, Thổ Nhĩ Kỳ. Dân số thời điểm năm 2011 là 449 người.